# Artiúixkino (Marí El)
|  | Per a altres significats, vegeu «Artiúixkino». |

Artiúixkino (en rus: Артюшкино) és un poble de la República de Marí El, a Rússia, que en el cens del 2010 tenia 61 habitants. Pertany al districte rural de Kozmodemiansk.